# Steven Mercurio
Steven Mercurio (Bardonia, 1956) è un direttore d'orchestra e compositore statunitense.

## Biografia
Mercurio ha conseguito la laurea magistrale alla Juilliard School. Tra i suoi insegnanti c'era David del Tredici. Mercurio è stato direttore musicale dello Spoleto Festival per cinque anni, dove il suo lavoro comprendeva la direzione della prima statunitense di Der Zwerg di Zemlinsky. È stato direttore principale della Compagnia dell'Opera di Philadelphia. Nel marzo 2019 la Czech National Symphony Orchestra ha annunciato la nomina di Mercurio come suo prossimo direttore capo, con validità dalla stagione 2019-2020.

### Televisione
Mercurio ha diretto una serie di produzioni televisive, tra cui:
- Le serie "Christmas in Vienna" con la Wiener Philharmoniker
- "American Dream - Andrea Bocelli's Statue of Liberty Concert"
- Il 20º Anniversario del Richard Tucker Opera Gala
- Trasmissioni televisive Rai (in italiano) "Natale di Assisi" (2009, 2010, 2011)

## Incisioni (lista parziale)
Mercurio ha registrato per etichette come la Sony Classical e Decca. È stato collaboratore regolare di Andrea Bocelli.
- "Concerto de Toronto", John Williams (Chitarra), London Sinfonietta
- "Voices of Light", Anonymous 4, Netherlands Radio Choir, Netherlands Radio Philharmonic (Sony, 1995)
- "corea.concerto", London Philharmonic Orchestra (Sony, 1999)
- "Fanfare for the Volunteer", Mark O’Connor (Violino), London Philharmonic (Sony, 1999)
- "Listen to the Storyteller", Orchestra Of St. Luke's (Sony, 1999)
- "Soprano Songs and Arias", Ana Maria Martinez (Soprano), Prague Philharmonia (Naxos, 2000)
- "Tenor Arias", Marcello Giordani (Tenore), Orchestra e Coro del Teatro Massimo Vincenzo Bellini di Catania (Naxos, 2004)
- "Many Voices", Prague Philharmonia (Sony, 2005)
- "Amore", Joseph Calleja (Tenore), BBC Concert Orchestra (Decca, 2013)

## Composizioni

### Per orchestra
- For Lost Loved Ones (1991)
- Mercurial Overture' (1999)

### Per voce ed orchestra
- 'A White Rose' (testo di John Boyle O'Reilly, per soprano ed orchestra; 1988)
- Daydream for a Sentimental Baritone (per baritono e orchestra; 1988)
- 'Desiderio' (testo di Andrea Bocelli, per tenore e orchestra; 1998)
- 'Paternita' (testo di Andrea Bocelli, per tenore e orchestra; 1998)
- 'Song in Chaos' (testo di Eugene O'Neill, per soprano e orchestra; 1988)
- Serenata per tenore e orchestra (testo di William Hoffman; 1990) 1982[1]
- A Grateful Tail - Una sinfonia in quattro movimenti per orchestra, vocalist e coro gospel (2013)

### Musica da camera
- Paranomasia (per clarinetto, violino, violoncello e pianoforte; 2015.)